# أدريانا رودريغوس
أدريانا رودريغوس (بالإنجليزية: Adriana Rodrigues)‏ (9 مايو 1992 بسانت بيترسبرغ في الولايات المتحدة - ) هي لاعبة كرة قدم أمريكية في مركز الوسط. شاركت مع منتخب البرتغال لكرة القدم للسيدات. أما مع النوادي، فقد لعبت مع FC Neunkirch ‏.

## وصلات خارجية
- أدريانا رودريغوس على موقع قاعدة بيانات كرة القدم.إي يو (الإنجليزية)